# GAC Group
Guangzhou Automobile Group Co., Ltd. (Grupo GAC) es un fabricante de automóviles chino con sede en Cantón, Guangdong. En 2021, ocupaba el quinto lugar entre los fabricantes de automóviles más grandes de China, con 2,144 millones de ventas en 2021.
La empresa produce y vende vehículos con marcas propias, como Trumpchi, Aion, Hyptec y Hycan, así como con empresas conjuntas de marcas extranjeras como GAC Toyota y GAC Honda. También produce vehículos eléctricos con algunas de las marcas mencionadas anteriormente. Produce autobuses con la marca GAC Bus. Otras marcas asociadas con GAC son Everus, para vehículos de consumo, y Hino.
En 2021, GAC fue el cuarto mayor fabricante chino de vehículos eléctricos enchufables en el mercado chino, con una cuota de mercado del 4%. Vendió 123.660 unidades de vehículos eléctricos en 2021 y más de 20.000 unidades en marzo de 2022, con planes de duplicar la capacidad de producción de vehículos eléctricos a 400.000 al año para diciembre de 2022.

## Historia
La planta de mecanizado Tongsheng, predecesora de la planta de fabricación de automóviles de Guangzhou, fue fundada en 1948, and in 2005 convertirse en un holding de Guangzhou Automobile Industry Group y una sociedad anónima. A 2009, it was the 6th-largest automaker in China.
En 2009, la compañía adquirió el 29% del fabricante chino de vehículos deportivos utilitarios Changfeng Automobile, convirtiéndose en su mayor accionista. GAC purchased the remaining portion of Changfeng in 2011 completing its acquisition of the company.
Anteriormente una cotización por puerta trasera a través de Denway Motors, GAC comenzó a cotizar bajo su propio nombre en la Bolsa de Valores de Hong Kong en 2010. En ese año, los accionistas de Denway Motors aprobaron su privatización por parte de GAC. Posteriormente, Denway Motors fue excluido de la lista el 25 de agosto de 2010 y reemplazado por Guangzhou Automobile Group (SEHK: 2238) el 30 de agosto de 2010 a través de un intercambio de acciones.
A finales de 2010, GAC adquirió el 51% de las acciones de Gonow, un fabricante chino de automóviles de tamaño mediano que fabrica vehículos utilitarios deportivos, subcompactos y camionetas.
En diciembre de 2010, GAC lanzó la nueva marca Trumpchi. Su producto inicial se basó en el Alfa Romeo 166.
En 2010, GAC se encontraba entre los diez mayores fabricantes de automóviles chinos reaching number six y vendió 724.200 vehículos.
En 2011, la compañía mantuvo su posición como el sexto mayor fabricante de automóviles chino por volumen de producción, con GAC fabricando 740.400 vehículos ese año.
A principios de 2012, la empresa empezó a cotizar en la Bolsa de Valores de Shanghai.
El 17 de noviembre de 2023, GAC Group anunció el desarrollo independiente de tecnologías clave, como baterías de estado sólido, baterías sin cobalto, baterías con bajo contenido de cobalto y baterías de iones de sodio. La compañía aspira a integrar las baterías de estado sólido en los automóviles para 2026.
En 2023, la empresa desarrolló el primer motor para automóviles alimentado con amoníaco.
En noviembre de 2023, GAC Group y Huawei firmaron un acuerdo de cooperación por el cual GAC crearía una nueva marca eléctrica de alta gama además de Trumpchi, Aion y Hyptec, ambas partes cooperarán en el desarrollo de productos, marketing y servicios ecológicos.
El 2 de noviembre de 2024, la sede de GAC Group se trasladó del Centro GAC en el CBD de Zhujiang New Town a Panyu Auto City.
En marzo de 2025, el Grupo GAC fundó Huawang Automotive Technology (Guangzhou) Co., Ltd. (conocida comercialmente como "Huawang Automotive"). La compañía colaborará con Huawei para desarrollar una marca independiente de automóviles de alta gama. Los nuevos modelos de Huawang incorporarán el software de conducción inteligente, los sistemas de cabina inteligentes y las soluciones de control inteligente de vehículos de Huawei.

## Marcas

### Trumpchi/GAC
Trumpchi es una marca automotriz propiedad del Grupo GAC, lanzada en diciembre de 2010. Fuera de China, se comercializa como GAC. Trumpchi opera en el mercado chino, mientras que en el extranjero se denomina "GAC Motor".

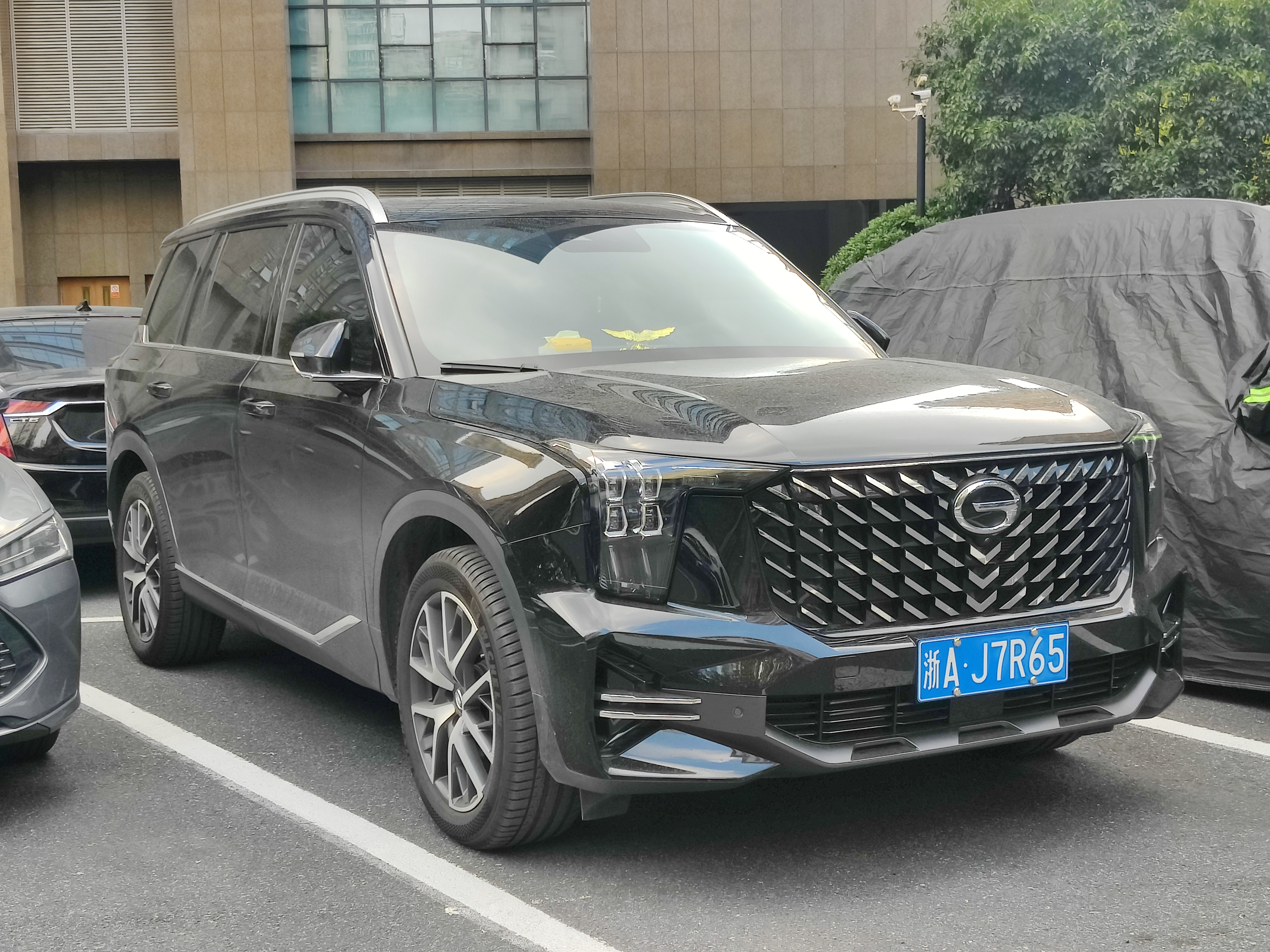
Trumpchi GS8 II
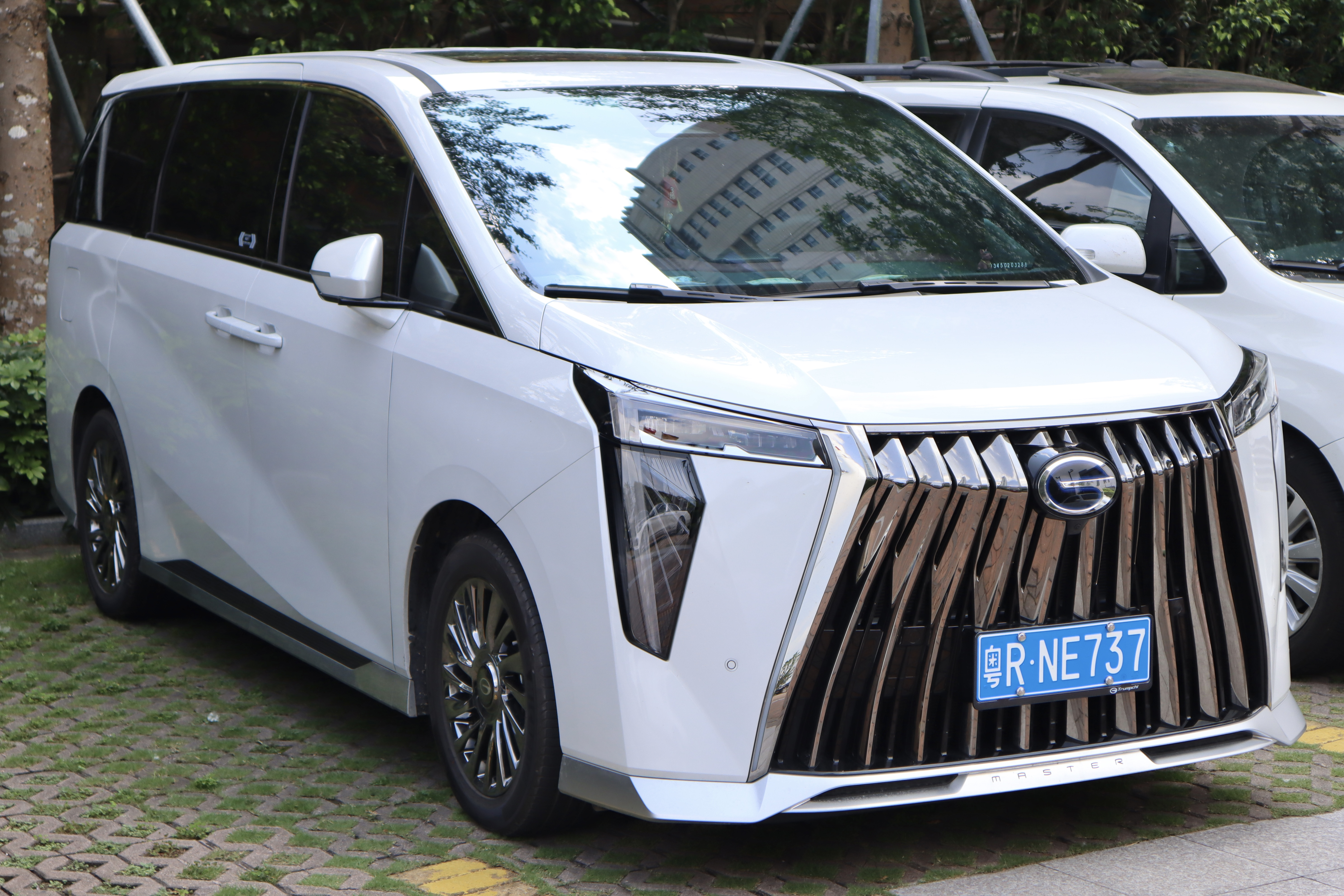
Trumpchi M8 II
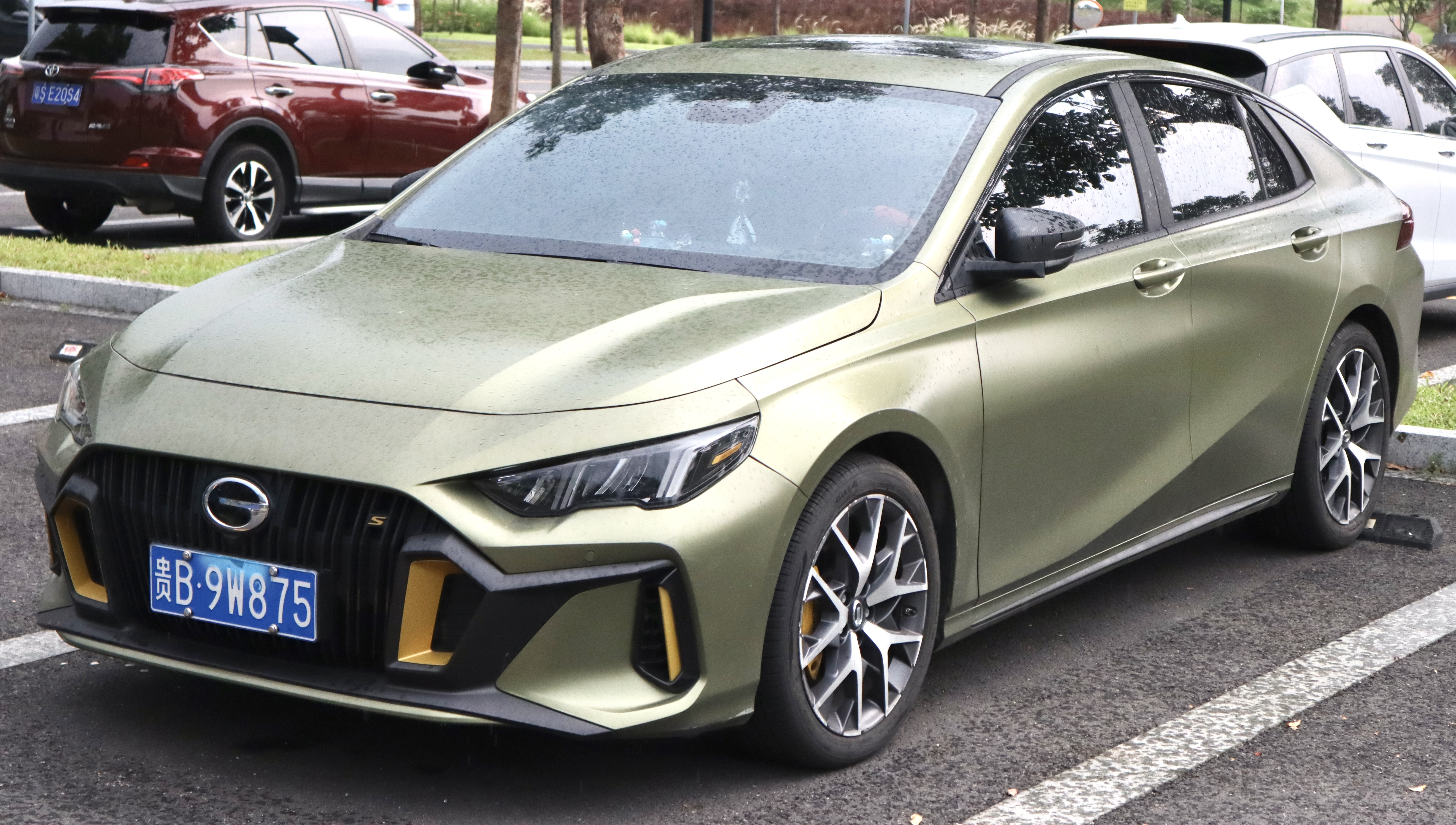
Trumpchi Empow

### Aion
Aion es la marca principal de GAC Aion, la filial de vehículos eléctricos del Grupo GAC. Se fundó en 2017 como GAC New Energy Automobile. Adoptó su nombre actual en noviembre de 2020. Produce vehículos eléctricos de batería bajo la marca homónima Aion y la marca premium Hyptec.

En 2023, GAC Aion era la tercera marca más grande de vehículos eléctricos de batería, después de Tesla y BYD Auto, tanto en China como a nivel mundial, con una producción de 480.003 vehículos.

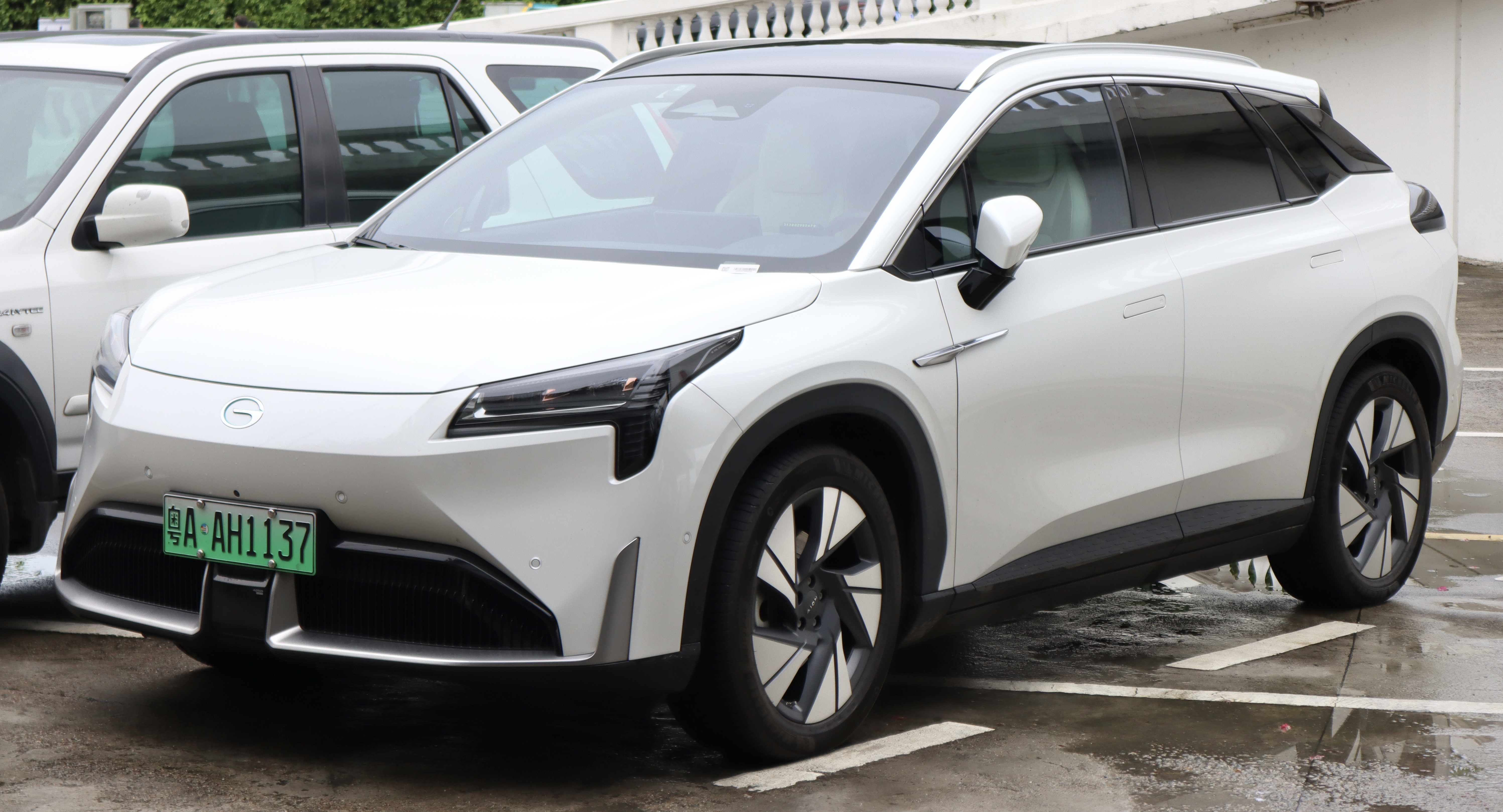
Aion LX
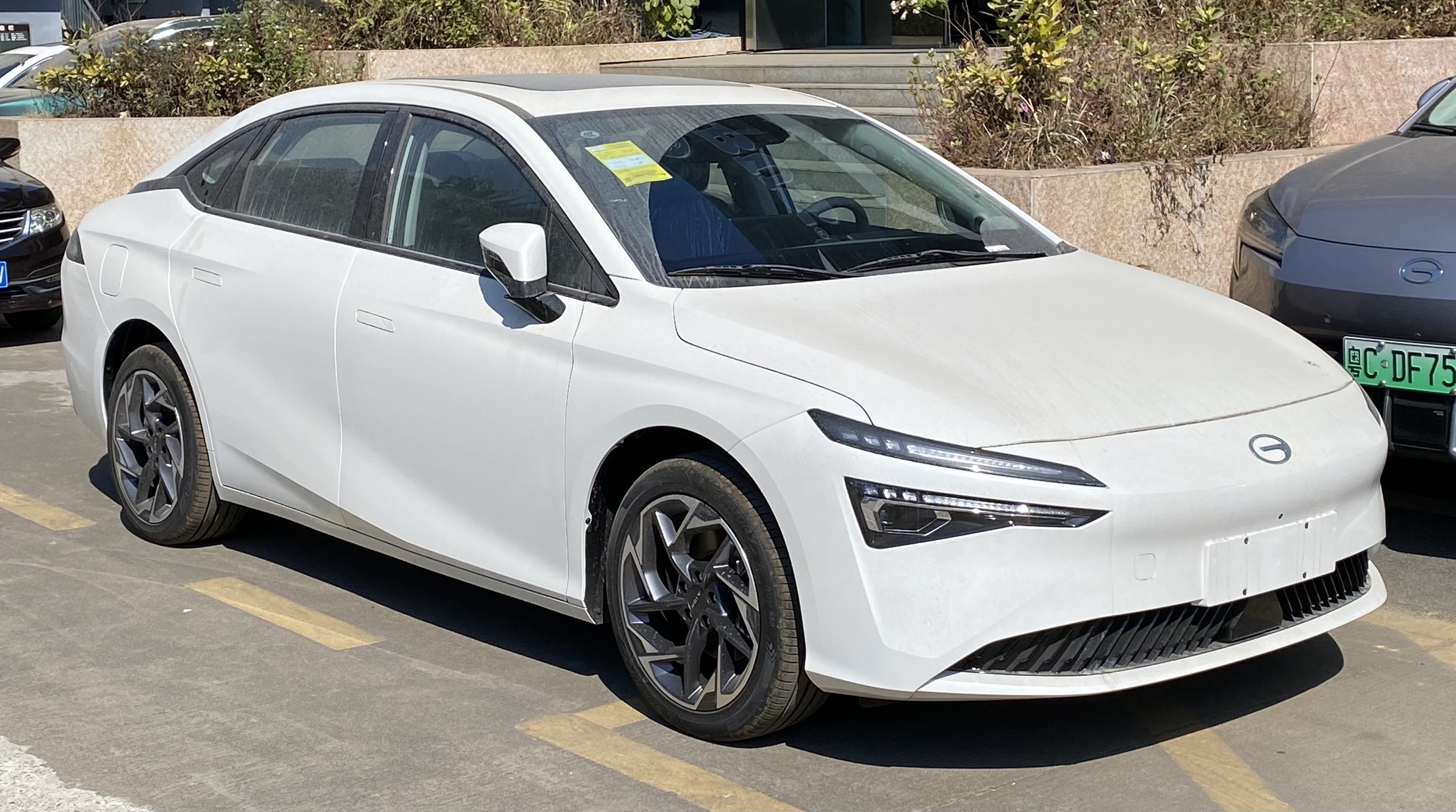
Aion S Max
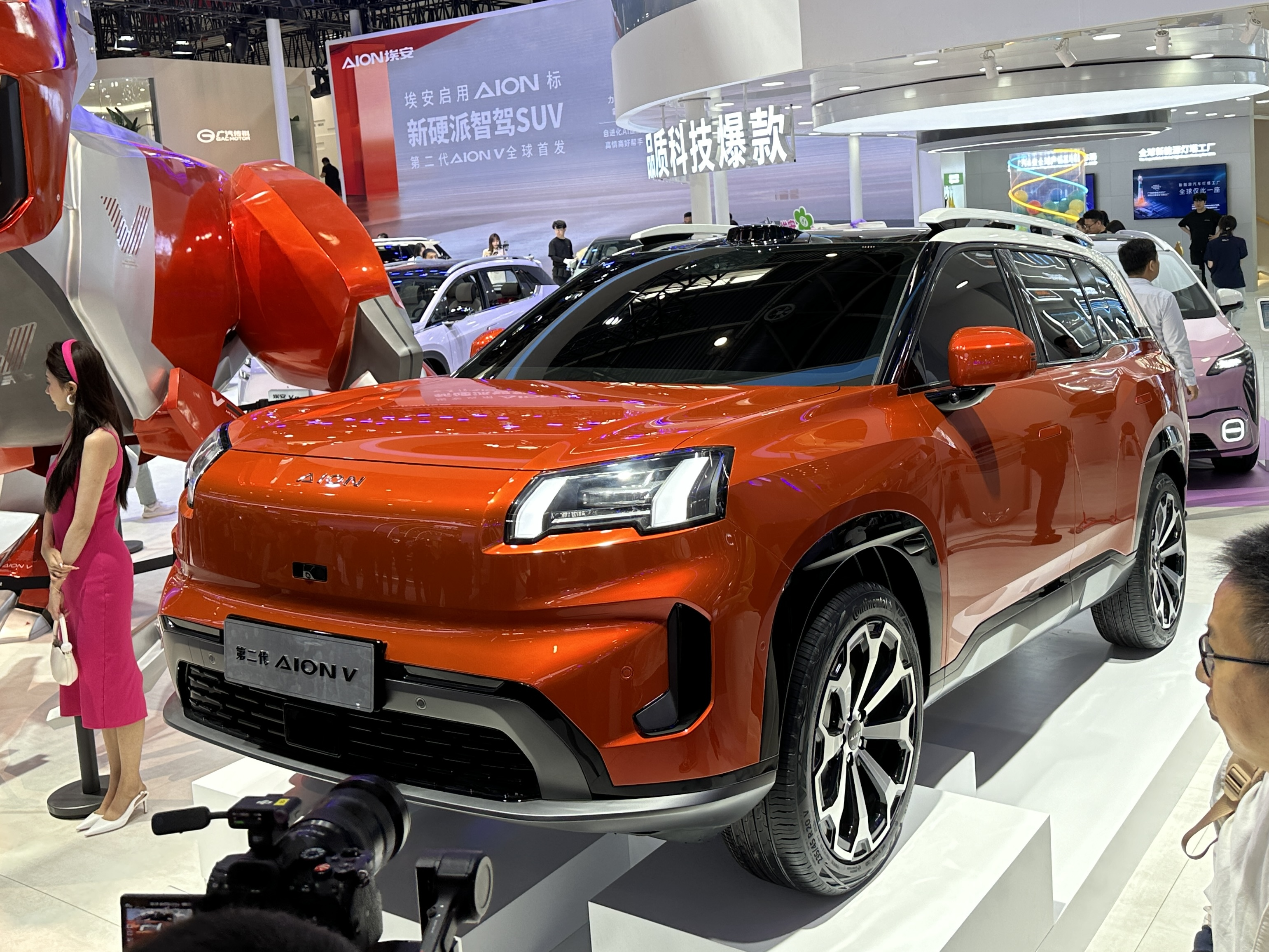
Aion V

### Hyptec
Hyptec es la marca premium de GAC Aion. Se creó en septiembre de 2022 con el nombre de Hyper, con el objetivo de ampliar el portafolio de GAC Aion con una marca premium independiente.

El primer producto de Hyptec es el Hyptec SSR hipercoche. Production of the SSR began in October 2023. En 2023, la línea Hyper se amplió aún más con un segundo modelo, el sedán Hyptec GT, que salió a la venta en julio de 2023. En octubre del mismo año debutó el SUV coupé de tamaño mediano Hyptec HT, cuyas ventas comenzaron en el mercado nacional en noviembre de 2023. En agosto de 2024, el nombre occidental de la marca se cambió de Hyper a Hyptec.

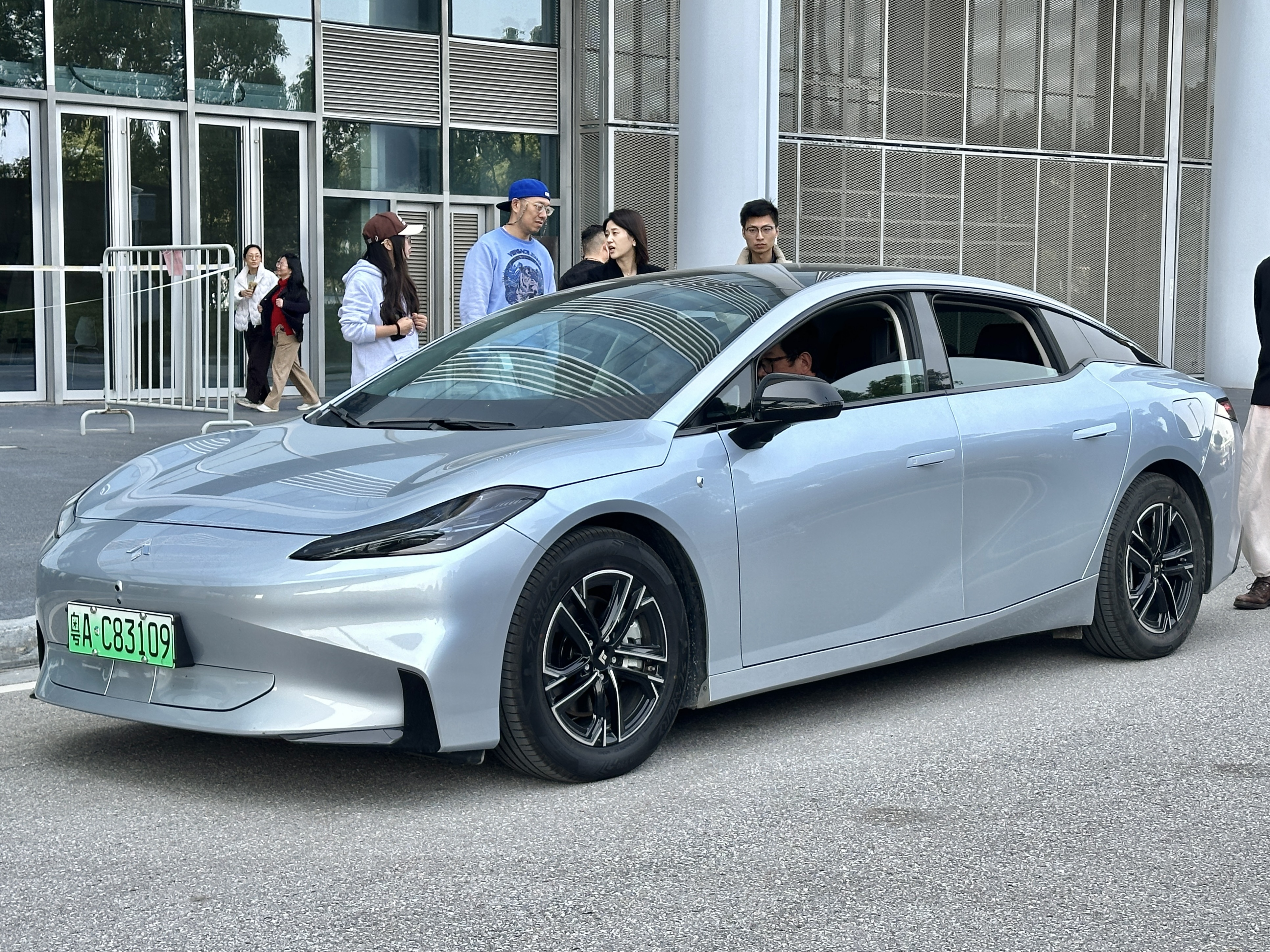
Hyptec GT
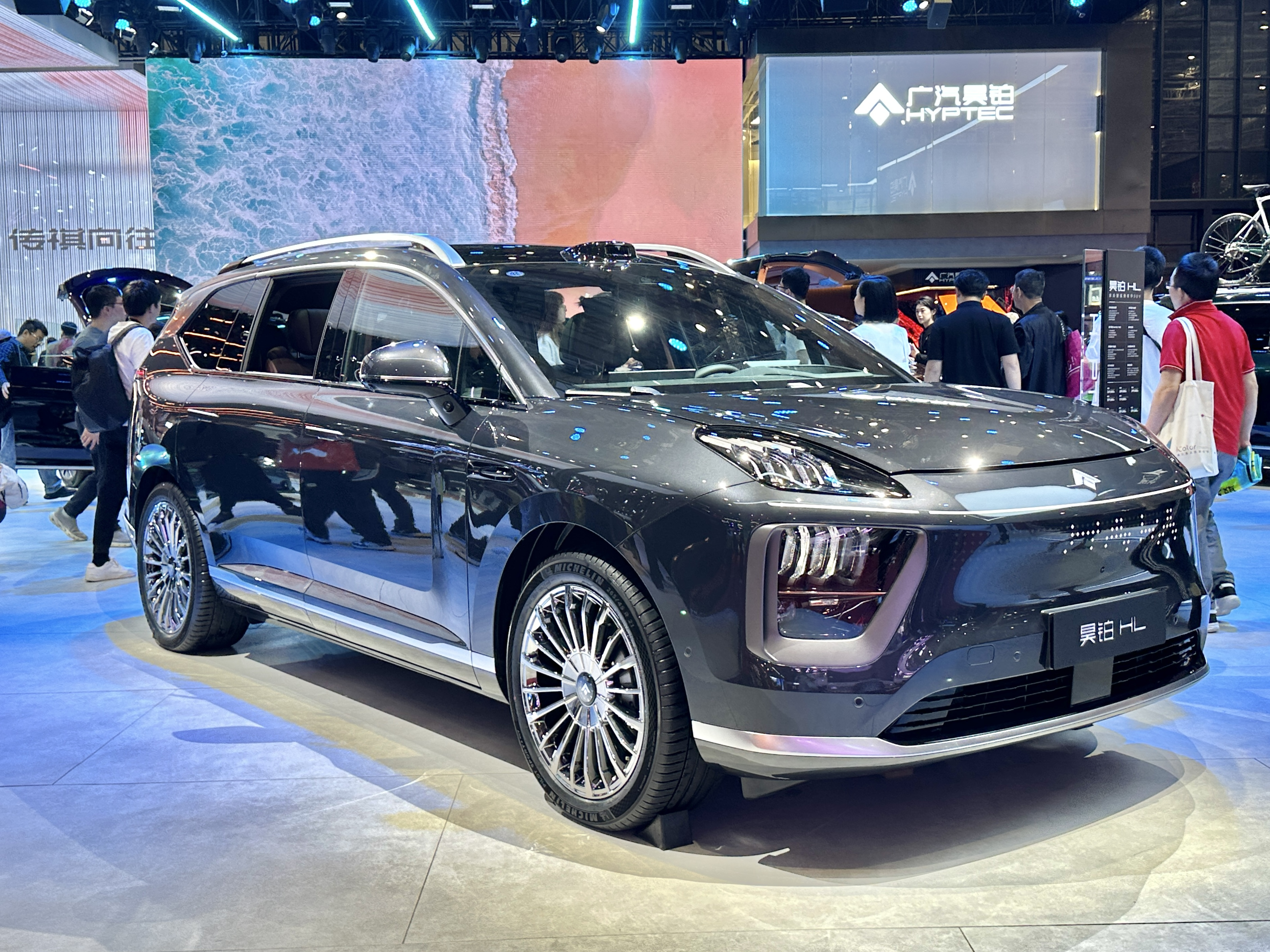
Hyptec HL
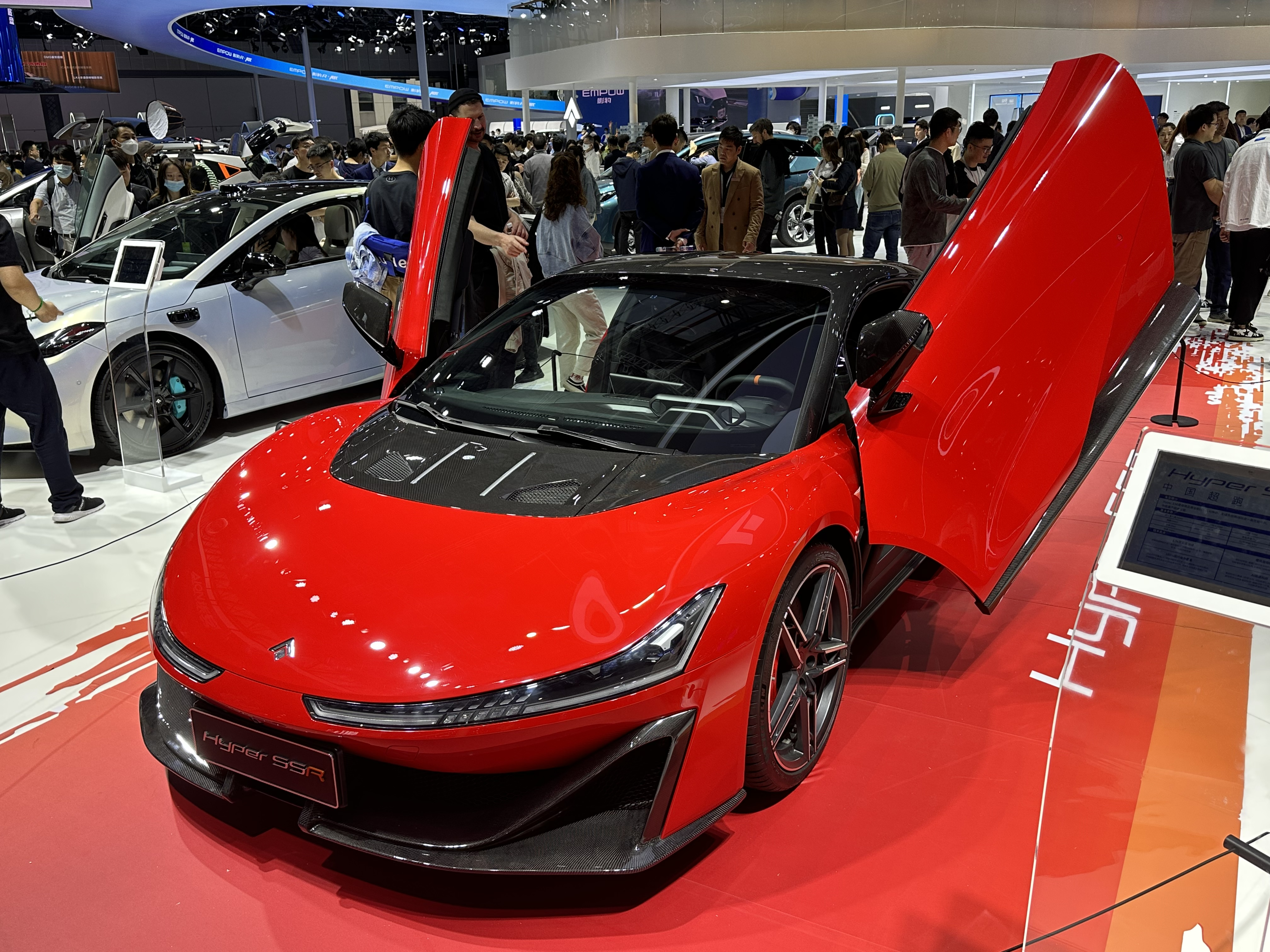
Hyptec SSR

### GAC Lingcheng
GAC Lingcheng es una marca del Grupo GAC dedicada a la fabricación de vehículos eléctricos comerciales. Anteriormente era una empresa conjunta entre Hino Motors y GAC para la producción de camiones basados en Hino, y fue adquirida por el Grupo GAC en 2024.

## Marcas anteriores

### Changfeng Motor (Leopaard)
En 2009, GAC compró el 29% de la propiedad de Changfeng Motor. La compra fue supuestamente impuesta por el Estado chino como condición para una futura empresa conjunta con Fiat. GAC completó su adquisición de Changfeng en 2011. En 2012, Changfeng Group inició movimientos para reingresar al negocio de vehículos, que culminaron con la mudanza a una nueva sede en Changsha en enero de 2013 y el establecimiento de una nueva subsidiaria, Hunan Liebao Automobile Co. Ltd., junto con la continua Anhui Changfeng Yangzi Automobile Manufacturing Co., Ltd., para supervisar la fabricación y comercialización de vehículos bajo la marca Liebao o "Leopaard".

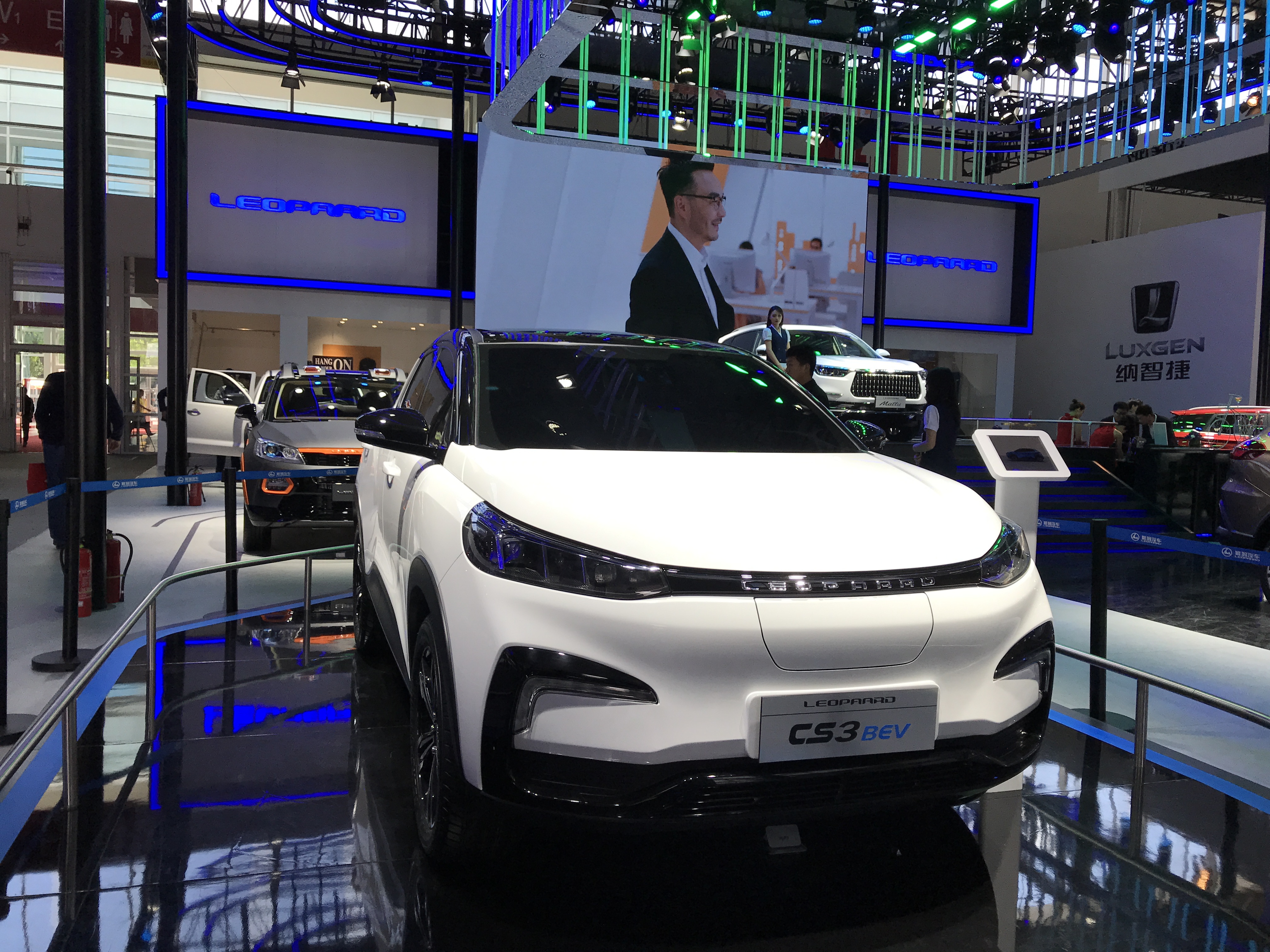
Leopaard CS3 BEV
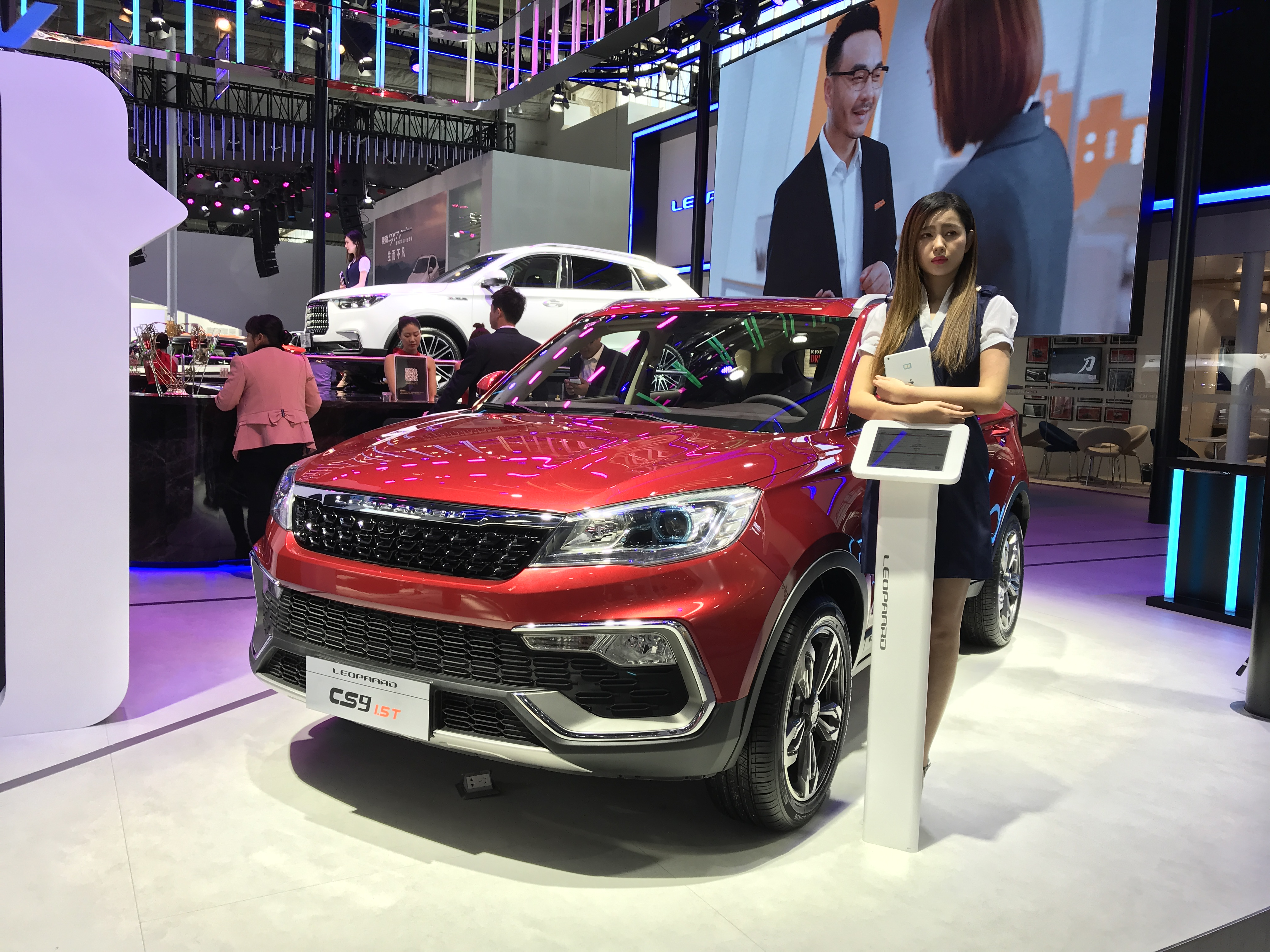
Leopaard CS9
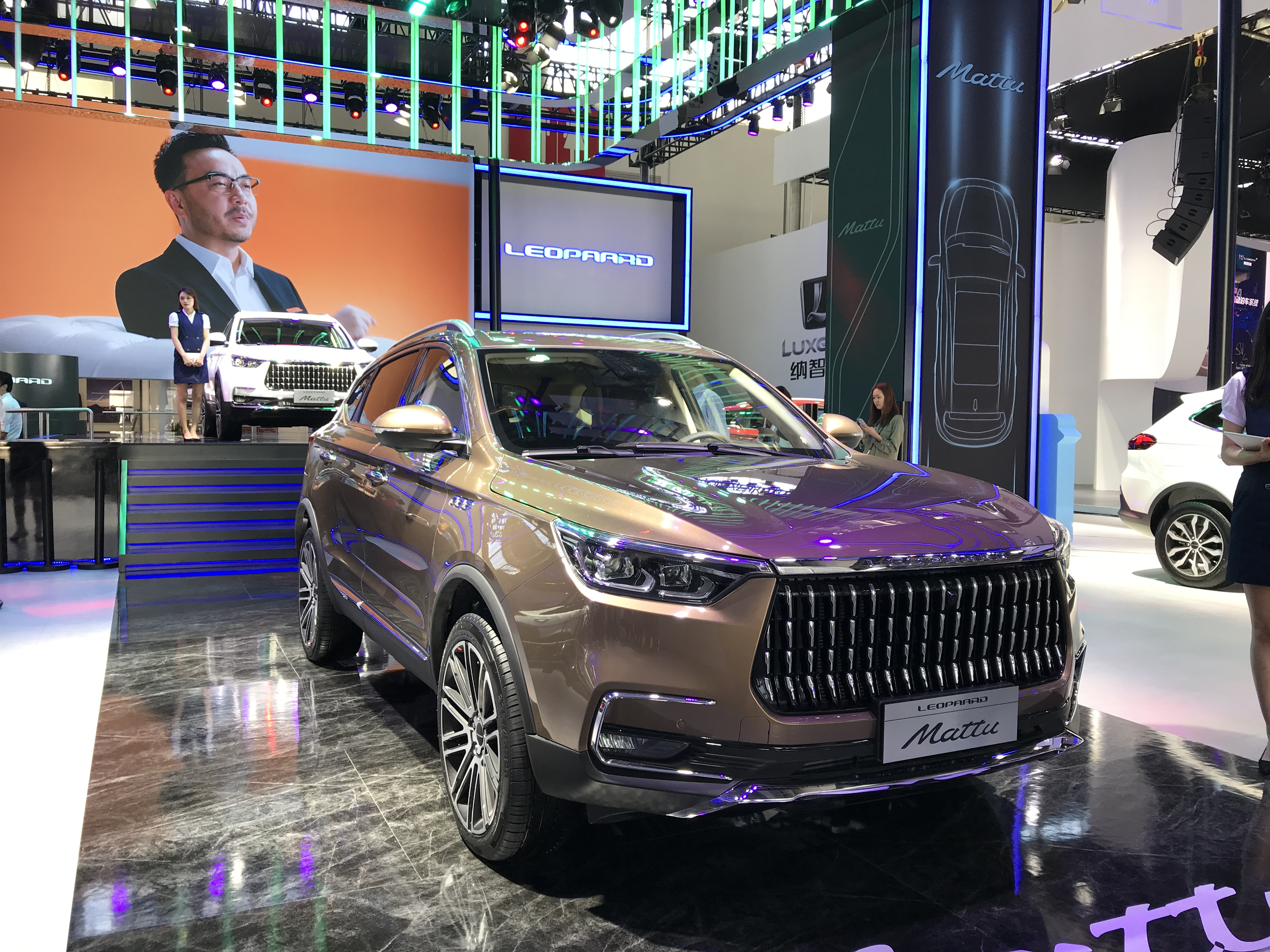
Leopaard Mattu

### Gonow
Gonow (oficialmente Zhejiang Gonow Auto Co., Ltd.) es un fabricante chino de automóviles, vehículos comerciales y SUV con sede en Taizhou, Zhejiang, y filial del Grupo GAC. Comercializa sus productos bajo la marca GAC Gonow en China y como Gonow en otros mercados.

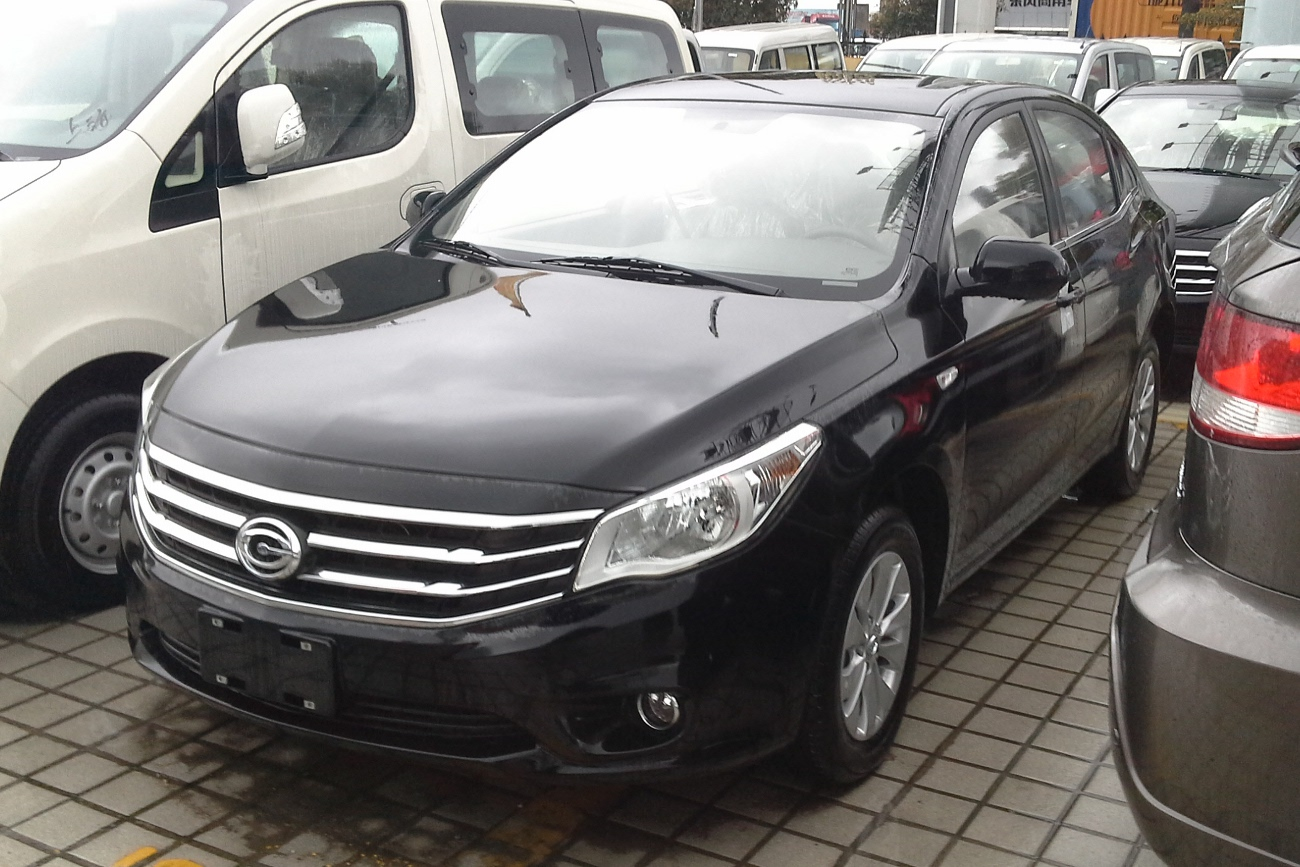
Gonow Emei
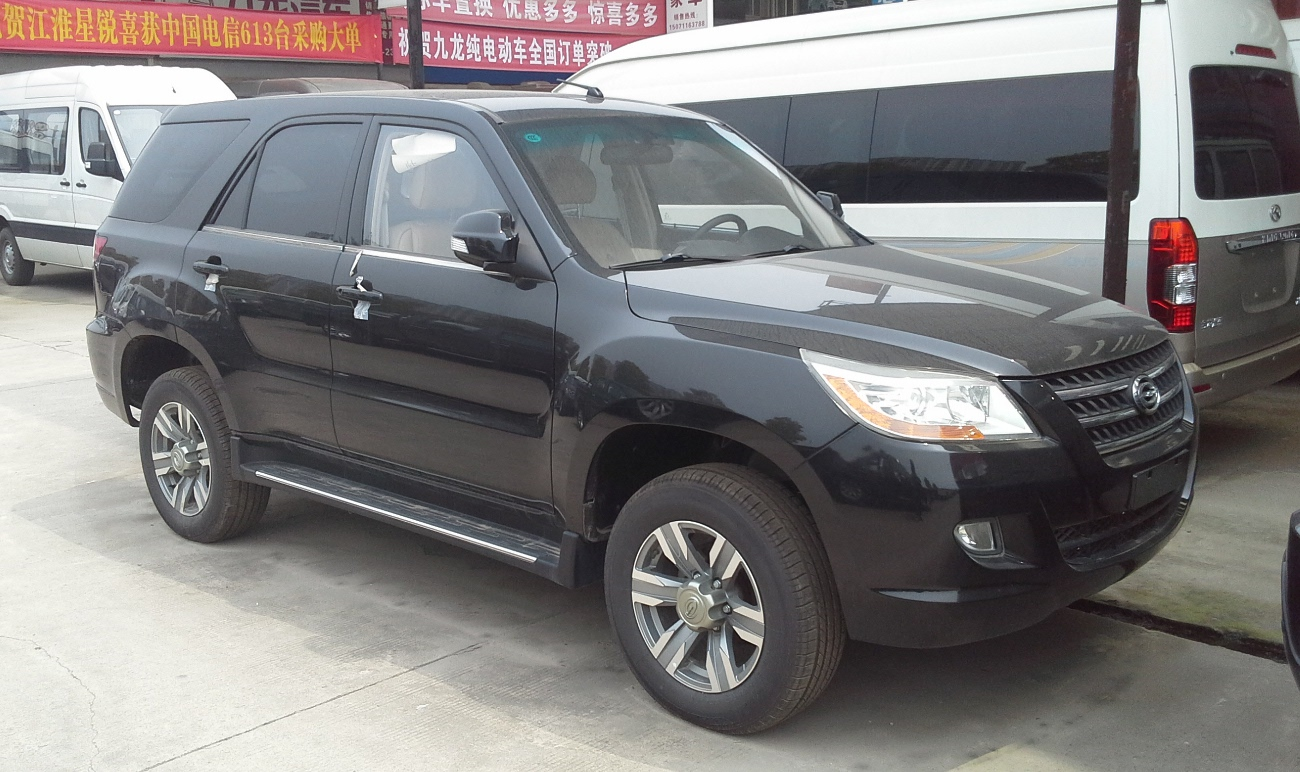
Gonow G5
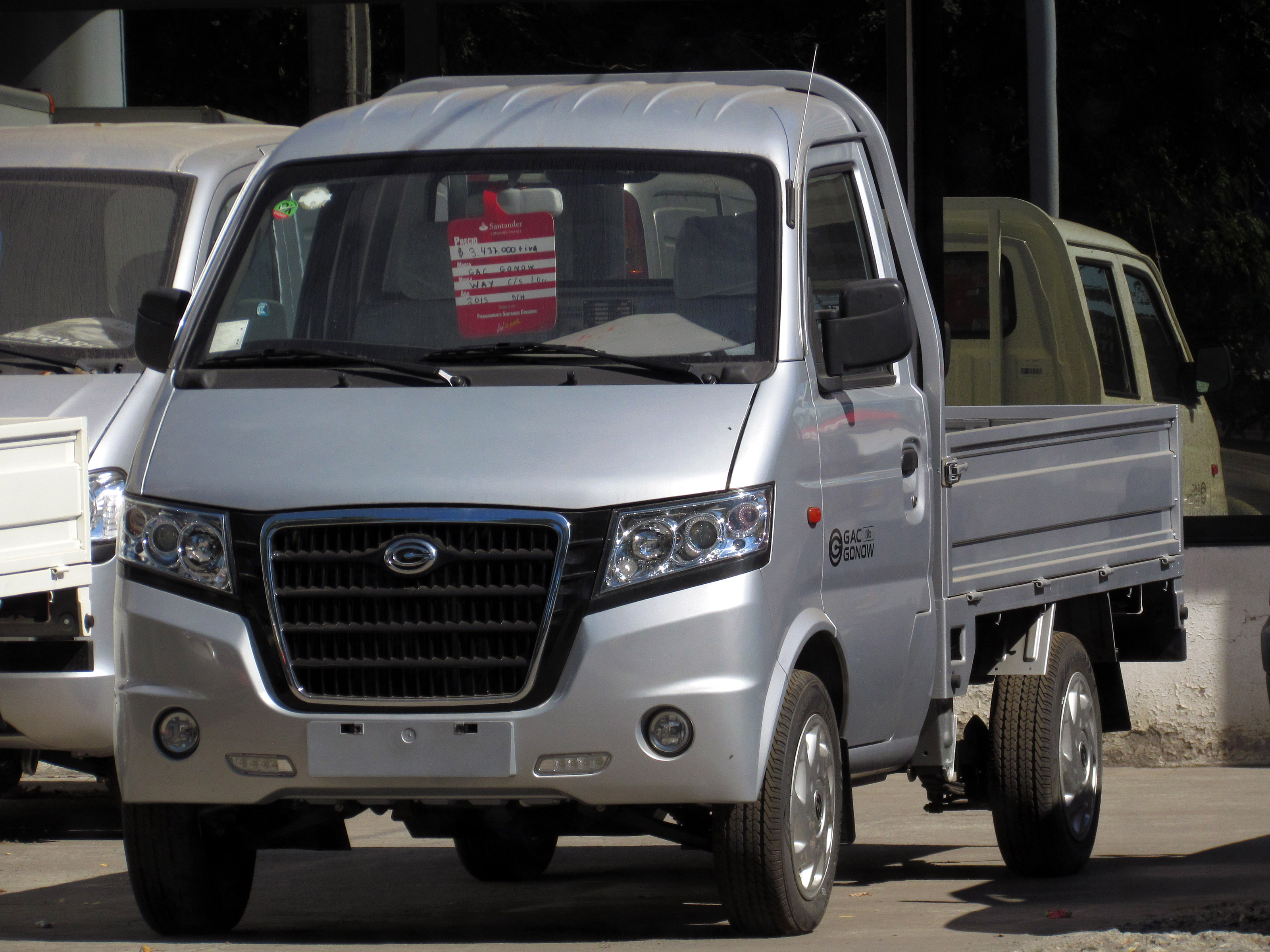
Gonow Way M1

## Empresas conjuntas

### GAC Honda

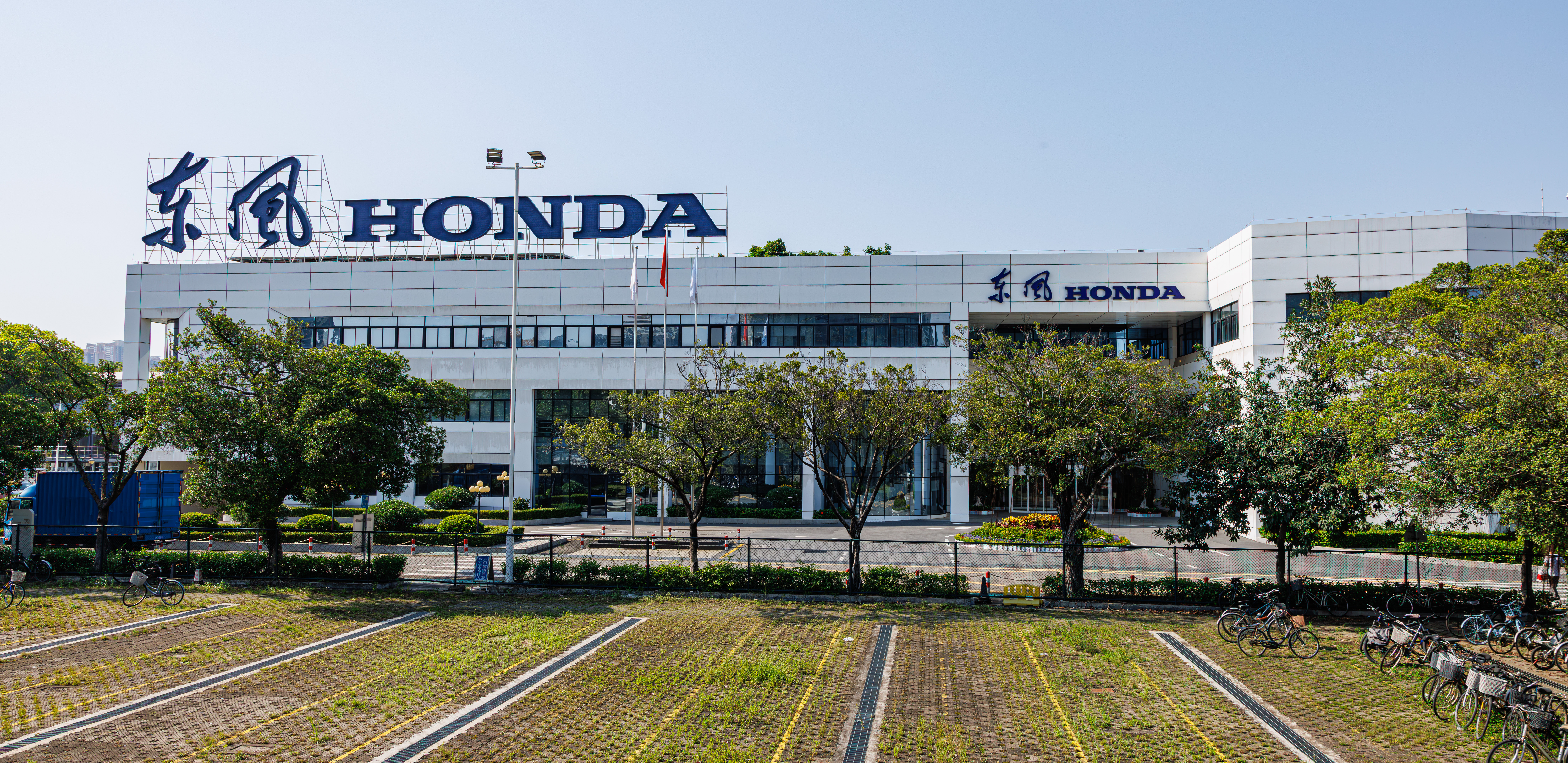
Instalación de GAC Honda en Huangpu, Guangzhou

GAC Honda, anteriormente Guangqi Honda, es una empresa conjunta 50:50 entre GAC y Honda. La empresa produce vehículos Honda para el mercado chino desde 1999. Comenzó las ventas de su propia marca, Everus, en 2011.

### GAC Wuyang-Honda
Wuyang-Honda comercializa motocicletas Honda para el mercado chino.

### GAC Toyota
GAC Toyota Motor Co., Ltd. es una empresa conjunta al 50% entre GAC y Toyota Motor Company, que fabrica vehículos Toyota para el mercado chino. Fue fundada en 2004 y tiene su sede en Cantón.

## Empresas conjuntas anteriores

### Guangzhou Isuzu
Guangzhou Isuzu Bus Co., Ltd. fue una empresa conjunta de fabricación de autocares formada por GAC (51%), Isuzu (33,67%) e Isuzu (China) Investment Co., Ltd. (15,33%), fundada el 6 de marzo de 2000. Guangzhou Yangcheng Automobile (羊城汽车), una empresa conjunta con Hong Kong China Lounge Logistics, también fabricó camionetas y autobuses Isuzu. Sus camionetas se basan en el Isuzu Elf y se comercializan bajo la marca "YCACO". Las diversas operaciones de fabricación de autobuses de Yangcheng se fusionaron con Guangzhou Isuzu Bus y Denway para formar Guangzhou Bus Co., Ltd. en septiembre de 2008. Al mismo tiempo, la división de fabricación de camiones de Guangzhou Yangcheng se fusionó con Guangzhou Hino.
|                 |
| Ycaco YC1045CSZ |

### Guangzhou Peugeot
Una de las primeras empresas conjuntas chino-occidentales de fabricación de automóviles, Guangzhou Peugeot Automobile Co. Ltd. fue una empresa conjunta creada por PSA Peugeot Citroën y el gobierno municipal de Guangzhou entre 1985 y 1997. Over its eleven-year lifespan, the company produced about 100,000 cars.
Las ventas comenzaron en 1989 principalmente como automóviles para funcionarios gubernamentales y taxis. Su línea de modelos comprendía el Peugeot 505 y el 504.
|                                                             |
| A crew cab Peugeot 504 pickup produced by Guangzhou Peugeot |

### GAC Fiat Chrysler
Fiat firmó una empresa conjunta con GAC el 6 de julio de 2009, and GAC FIAT Automobiles Co Ltd was incorporated on 9 de marzo de 2010. La nueva empresa tiene una base de producción en Changsha, provincia de Hunan, que se inauguró el 28 de junio de 2012 to manufacture the Fiat Viaggio.

### GAC Mitsubishi
GAC Mitsubishi Motors es una empresa conjunta entre GAC y el fabricante de automóviles japonés Mitsubishi Motors. Comenzó a operar en septiembre de 2012 tras un memorando de entendimiento firmado a finales de 2010.

### GAC BYD
GAC BYD es una empresa conjunta entre GAC (49%) y BYD (51%) para producir autobuses diseñados por BYD bajo la marca GAC.
El 18 de septiembre de 2024, el Ministerio de Industria y Tecnología de la Información de la República Popular China emitió un anuncio de que GAC BYD solicitó cancelar sus calificaciones de producción de automóviles y dejó de producir y vender un lote de automóviles de pasajeros y camiones de basura. Ese mismo día, GAC Group cotizó sus acciones en GAC BYD para su transferencia.

### GAC Hino
GAC Hino es una empresa conjunta entre Hino y GAC, dedicada a la producción de camiones de la marca Hino. En 2024, fue adquirida por el Grupo GAC y reconstruida en 2025 como GAC Lingcheng para la fabricación de vehículos comerciales eléctricos.